# Teruo Chinen
Teruo Chinen 知念 辉夫 (Chinen Teruo?) (Kōbe, 8 giugno 1941 – Spokane, 9 settembre 2015) è stato un artista marziale giapponese.
È un importante maestro okinawense di karate Gōjū-ryū . Attualmente detiene il grado di 9º dan di karate..
È il fondatore della Jundokan International karate organization e detiene il titolo di Shihan.